# Размотрилиште попечитељства

## Чланови владе
| Функција                                                           | Име и презиме       | Детаљи                                                                           |
| ------------------------------------------------------------------ | ------------------- | -------------------------------------------------------------------------------- |
| Попечитељ Правосудија и Просвештенија и цензор наши Сербски новина | Лазар Теодоровић    | од 27.3/8.4. 1834. Од средине 1834. само Попечитељство Правосудија               |
| Попечитељ внутрени дјела                                           | Ђорђе Протић        | од 11/23.4. 1834.                                                                |
| Попечитељ финансија                                                | Коца Марковић       | од 23.4/5.5. 1834.                                                               |
| Попечитељ војени дјела                                             | Тома Вучић-Перишић  | од 2/14.6. 1834.                                                                 |
| Попечитељ инострани дјела                                          | Димитрије Давидовић | од 8/20.6. 1834. Од средине 1834 — Попечитељство иностраних дела и Просвештенија |